# Harold Ramis
Harold Allen Ramis (Chicago, 21 de noviembre de 1944-Glencoe, Illinois, 24 de febrero de 2014) fue un actor, guionista y director de cine estadounidense.
Tuvo reconocimiento al interpretar al Dr. Egon Spengler en la franquicia Cazafantasmas.

## Biografía
Judío, su padre Nathan Ramis tenía una tienda de conveniencia en el North Side de Chicago, la  Ace Food & Liquor Mart.
Su carrera como actor se caracteriza por haber interpretado al Dr. Egon Spengler en las películas de Los cazafantasmas. Aunque como guionista y director es bien conocido por dirigir Analyze This, Analyze That y Groundhog Day, entre otras películas.
Falleció el 24 de febrero de 2014 en su residencia de Chicago, a los 69 años de edad. El fallecimiento se debió a complicaciones derivadas de una vasculitis inflamatoria autoinmune, una rara enfermedad que padecía desde hacía cuatro años. Su salud estaba tan deteriorada que incluso tuvo que volver a aprender a caminar.

## Filmografía

### Como director
- Caddyshack (1980)
- Vacation (1983)
- Club Paradise (1986)
- Groundhog Day (1993)
- Stuart Saves His Family (1995)
- Mis dobles, mi mujer y yo (1996)
- Analyze This (1999)
- Al diablo con el diablo (2000)
- Analyze That (2002)
- La cosecha de hielo (2005)
- Año uno (2009)

### Como actor
- Stripes (1981)
- Ghostbusters (1984)
- Baby Boom (1987)
- Stealing Home (1988)
- Ghostbusters II (1989)
- Groundhog Day (1993)
- Airheads (1994)
- Love Affair (1994)
- As Good as It Gets (1997)
- Orange County (2002)
- I'm with Lucy (2002)
- The Last Kiss (2006)
- Walk Hard: The Dewey Cox Story (2007)
- Knocked Up (2007)
- Ghostbusters: Afterlife (2021, aparición póstuma, uso de Deepfake con elementos de CGI para generar al actor)